# Bleptina latona
Bleptina latona är en fjärilsart som beskrevs av William Schaus 1916. Bleptina latona ingår i släktet Bleptina och familjen nattflyn. Inga underarter finns listade i Catalogue of Life.